# Израел на Европском првенству у атлетици на отвореном 2016.
Израел је учествовао на 23. Европском првенству 2016. одржаном у Амстердаму, Холандија, од 6. до 10. августа. Ово је осмо европско првенство у атлетици на отвореном на које је Израел учествовао. Репрезентацију Израела представљало је 17 спортиста (11 мушкараца и 6 жена) који су се такмичили у шест дисциплина (7 мушких и 5 женских).
На овом првенству представници Израела су освојили једну медаљу (сребрна). У укупном пласману Израел је делио 24. место. У табели успешности према броју и пласману такмичара који су учествовали у финалним такмичењима (првих 8 такмичара) Израел је са 1 учесником у финалу делио 33. место са 7 бодова.
| Пл.  | Земља  | 1. место | 2. место | 3. место | 4. место | 5. место | 6. место | 7. место | 8. место | Бр. фин. | Бодови |
| ---- | ------ | -------- | -------- | -------- | -------- | -------- | -------- | -------- | -------- | -------- | ------ |
| =33. | Израел | -        | 1-7      | -        | -        | -        | -        | -        | -        | 1        | 7      |

## Учесници
| Мушкарци: - Доналд Санфорд — 400 м - Гирмав Амаре — 10.000 м - Aimeru Almeya — 10.000 м - Yimer Getahun — Полумаратон - Мари Тефери — Полумаратон - Berihun Wuve — Полумаратон - Ageze Guadie — Полумаратон - Maor Szeged — 400 м препоне - Noam Ne’eman — 3.000 м препреке - Дмитриј Кројтер — Скок увис - Олександар Дрихол — Бацање кладива | Жене: - Олга Ленскиј — 200 м - Корлима Чемтаи — Полумаратон - Јелена Долинин — Полумаратон - Мајан Фурман-Шахаф — Скок увис - Хана Миненко — Троскок - Маргарита Дорожон — Бацање копља |  |

## Освајачи медаља

### Бронза
- Доналд Санфорд — 400 м

## Резултати

### Мушкарци
| Атлетичар         | Дисциплина       | Лични рекорд | Квалификације         | Квалификације         | Полуфинале           | Полуфинале           | Финале                | Финале            | Детаљи |
| Атлетичар         | Дисциплина       | Лични рекорд | Резултат              | Место                 | Резултат             | Место                | Резултат              | Место             | Детаљи |
| ----------------- | ---------------- | ------------ | --------------------- | --------------------- | -------------------- | -------------------- | --------------------- | ----------------- | ------ |
| Доналд Санфорд    | 400 м            | 45,04 НР     | Директно у полуфинале | Директно у полуфинале | 45,90                | 3. у гр. 3           | Није се квалификовао  | 13 / 32           |        |
| Aimeru Almeya     | 10.000 м         | 28:09,42 НР  |                       |                       |                      |                      | Није завршио трку     | Није завршио трку |        |
| Гирмав Амаре      | 10.000 м         | 28:10,32     | Дисквалификован       | Дисквалификован       |                      |                      |                       |                   |        |
| Yimer Getahun     | Полумаратон      | 1:06:16      | 1:07:02 ЛРС           | 43 / 50 (72)          |                      |                      |                       |                   |        |
| Мари Тефери       | Полумаратон      | 1:06:16      | 1:07:40               | 56 / 50 (72)          |                      |                      |                       |                   |        |
| Berihun Wuve      | Полумаратон      | 1:04:37      | 1:09:11               | 70 / 50 (72)          |                      |                      |                       |                   |        |
| Ageze Guadie      | Полумаратон      | 1:07:04      | 1:10:45               | 78 / 50 (72)          |                      |                      |                       |                   |        |
| Maor Szeged       | 400 м препоне    | 51,02        | 52,52                 | 6. у гр. 4            | Није се квалификовао | Није се квалификовао | Није се квалификовао  | 36 / 39 (40)      |        |
| Noam Neeman       | 3.000 м препреке | 8:38,15      | 9:15,80               | 13. у гр. 1           |                      |                      | Нису се квалификовали | 24 / 24 (26)      |        |
| Дмитриј Кројтер   | Скок увис        | 2,29         | 2,23 ЛРС              | 7. у гр. А            | 13 / 23              |                      | Нису се квалификовали |                   |        |
| Олександар Дрихол | Бацање кладива   | 79,42        | 68,10                 | 13. у гр. Б           | 24 / 28              |                      | Нису се квалификовали |                   |        |

### Жене
| Атлетичарка        | Дисциплина   | Лични рекорд | Квалификације      | Квалификације      | Полуфинале            | Полуфинале            | Финале                | Финале       | Детаљи |
| Атлетичарка        | Дисциплина   | Лични рекорд | Резултат           | Место              | Резултат              | Место                 | Резултат              | Место        | Детаљи |
| ------------------ | ------------ | ------------ | ------------------ | ------------------ | --------------------- | --------------------- | --------------------- | ------------ | ------ |
| Олга Ленскиј       | 200 м        | 23,18        | 23,90              | 5. у гр. 3         | Није се квалификовала | Није се квалификовала | Није се квалификовала | 31 / 36      |        |
| Корлима Чемтаи     | Полумаратон  | 1:15:18      |                    |                    |                       |                       | 1:15:22               | 49 / 81 (90) |        |
| Јелена Долинин     | Полумаратон  | 1:20:08      | 1:16:44 ЛР         | 52 / 81 (90)       |                       |                       |                       |              |        |
| Мајан Фурман-Шахаф | Скок увис    | 1,92 НР      | 1,80               | 12. у гр. Б        |                       |                       | Није се квалификовала | 25 / 26      |        |
| Хана Миненко       | Троскок      | 14,78 НР     | 14,23              | 2. у гр. А         | 14,51                 |                       |                       |              |        |
| Маргарита Дорожон  | Бацање копља | 64,56        | Без исправног хица | Без исправног хица | Није се квалификовала | Није се квалификовала |                       |              |        |